# Теорема Боголюбова об обратном квадрате импульса
Теорема Боголюбова об обратном квадрате импульса — утверждение о свойствах статистики сверхтекучих систем. Было сформулировано и доказано Н. Н. Боголюбовым в 1961 году. Основное свойство систем со спонтанным нарушением непрерывной симметрии состоит в том, что в них возникают корреляции на дальних расстояниях.

## Формулировка
Плотность непрерывного распределения частиц по импульсам {\displaystyle q} в свертекучих бозе- и ферми- системах при {\displaystyle q\rightarrow 0} стремится к бесконечности не медленнее, чем {\displaystyle {\frac {1}{q^{2}}}}.